# Équipe de Belgique de football à la Coupe du monde 2022
 (avril 2022).
Si vous disposez d'ouvrages ou d'articles de référence ou si vous connaissez des sites web de qualité traitant du thème abordé ici, merci de compléter l'article en donnant les références utiles à sa vérifiabilité et en les liant à la section « Notes et références ».
Cet article relate le parcours de l’Équipe de Belgique de football lors de la Coupe du monde de football 2022 organisée au Qatar du 20 novembre au 18 décembre 2022.

## Qualifications

### Groupe E
| Rang | Équipe         | Pts | J | G | N | P | Bp | Bc | Diff |  | Résultats (▼ dom., ► ext.) |     |     |     |     |     |
| ---- | -------------- | --- | - | - | - | - | -- | -- | ---- |  | -------------------------- | --- | --- | --- | --- | --- |
| 1    | Belgique       | 20  | 8 | 6 | 2 | 0 | 25 | 6  | +19  |  | Belgique                   |     | 3-1 | 3-0 | 3-1 | 8-0 |
| 2    | Pays de Galles | 15  | 8 | 4 | 3 | 1 | 14 | 9  | +5   |  | Pays de Galles             | 1-1 |     | 1-0 | 0-0 | 5-1 |
| 3    | Tchéquie       | 14  | 8 | 4 | 2 | 2 | 14 | 9  | +5   |  | Tchéquie                   | 1-1 | 2-2 |     | 2-0 | 1-0 |
| 4    | Estonie        | 4   | 8 | 1 | 1 | 6 | 9  | 21 | -12  |  | Estonie                    | 2-5 | 0-1 | 2-6 |     | 2-0 |
| 5    | Biélorussie    | 3   | 8 | 1 | 0 | 7 | 7  | 24 | -17  |  | Biélorussie                | 0-1 | 2-3 | 0-2 | 4-2 |     |

| 1er match                  | Belgique                                          | 3 - 1                         | Pays de Galles |                                                                   |                                                                   |
| 24 mars 2021 20h45 (UTC+2) | De Bruyne 22e · T. Hazard 28e · Lukaku 73e (pen.) | (2 - 1)                       | 10e Wilson     | Stade Den Dreef, Louvain Spectateurs : 0 Arbitrage : Cüneyt Çakır | Stade Den Dreef, Louvain Spectateurs : 0 Arbitrage : Cüneyt Çakır |
| 24 mars 2021 20h45 (UTC+2) | T. Hazard 75e                                     | Rapport (FIFA) Rapport (UEFA) |                | Stade Den Dreef, Louvain Spectateurs : 0 Arbitrage : Cüneyt Çakır | Stade Den Dreef, Louvain Spectateurs : 0 Arbitrage : Cüneyt Çakır |

| 2e match                   | Tchéquie   | 1 - 1                         | Belgique                      |                                                               |                                                               |
| 27 mars 2021 20h45 (UTC+2) | Provod 50e | (0 - 0)                       | 60e Lukaku                    | Eden Aréna, Prague Spectateurs : 0 Arbitrage : William Collum | Eden Aréna, Prague Spectateurs : 0 Arbitrage : William Collum |
| 27 mars 2021 20h45 (UTC+2) | Souček 43e | Rapport (FIFA) Rapport (UEFA) | 25e Castagne · 73e Vertonghen | Eden Aréna, Prague Spectateurs : 0 Arbitrage : William Collum | Eden Aréna, Prague Spectateurs : 0 Arbitrage : William Collum |

| 3e match                   | Belgique                                                                                | 8 - 0   | Biélorussie |                                                                     |                                                                     |
| 30 mars 2021 20h45 (UTC+2) | Batshuayi 14e · Vanaken 17e 89e · Trossard 38e 74e · Doku 42e · Praet 49e · Benteke 70e | (4 - 0) |             | Stade Den Dreef, Louvain Spectateurs : 0 Arbitrage : Donatas Rumšas | Stade Den Dreef, Louvain Spectateurs : 0 Arbitrage : Donatas Rumšas |
| 30 mars 2021 20h45 (UTC+2) | Rapport (FIFA) Rapport (UEFA)                                                           |         |             | Stade Den Dreef, Louvain Spectateurs : 0 Arbitrage : Donatas Rumšas | Stade Den Dreef, Louvain Spectateurs : 0 Arbitrage : Donatas Rumšas |

| 4e match                       | Estonie             | 2 - 5                         | Belgique                                              | | |
| 2 septembre 2021 21h45 (UTC+3) | Käit 2e · Sorga 83e | (1 - 2)                       | 22e Vanaken · 29e 52e Lukaku · 65e Witsel · 76e Foket | A. Le Coq Arena, Tallinn Spectateurs : 6 685 Arbitrage : Guillermo Cuadra Fernández Arbitre vidéo : Juan Martínez Munuera | A. Le Coq Arena, Tallinn Spectateurs : 6 685 Arbitrage : Guillermo Cuadra Fernández Arbitre vidéo : Juan Martínez Munuera |
| 2 septembre 2021 21h45 (UTC+3) | Tamm 55e            | Rapport (FIFA) Rapport (UEFA) | 47e Lukaku · 61e Saelemaekers                         | A. Le Coq Arena, Tallinn Spectateurs : 6 685 Arbitrage : Guillermo Cuadra Fernández Arbitre vidéo : Juan Martínez Munuera | A. Le Coq Arena, Tallinn Spectateurs : 6 685 Arbitrage : Guillermo Cuadra Fernández Arbitre vidéo : Juan Martínez Munuera |

| 5e match                       | Belgique                                     | 3 - 0                         | Tchéquie  | | |
| 5 septembre 2021 20h45 (UTC+2) | Lukaku 8e · E. Hazard 41e · Saelemaekers 65e | (2 - 0)                       |           | Stade Roi Baudouin, Bruxelles Spectateurs : 21 416 Arbitrage : Michael Oliver Arbitre vidéo : Chris Kavanagh | Stade Roi Baudouin, Bruxelles Spectateurs : 21 416 Arbitrage : Michael Oliver Arbitre vidéo : Chris Kavanagh |
| 5 septembre 2021 20h45 (UTC+2) | Vertonghen 19e · Witsel 71e · Lukaku 76e     | Rapport (FIFA) Rapport (UEFA) | 21e Barák | Stade Roi Baudouin, Bruxelles Spectateurs : 21 416 Arbitrage : Michael Oliver Arbitre vidéo : Chris Kavanagh | Stade Roi Baudouin, Bruxelles Spectateurs : 21 416 Arbitrage : Michael Oliver Arbitre vidéo : Chris Kavanagh |

| 6e match                       | Biélorussie                                             | 0 - 1                         | Belgique      | | |
| 8 septembre 2021 21h45 (UTC+3) |                                                         | (0 - 1)                       | 33e Praet     | Stade central, Kazan ( Russie) Spectateurs : 0 Arbitrage : Paweł Raczkowski Arbitre vidéo : Paweł Gil | Stade central, Kazan ( Russie) Spectateurs : 0 Arbitrage : Paweł Raczkowski Arbitre vidéo : Paweł Gil |
| 8 septembre 2021 21h45 (UTC+3) | Zolotov 75e · Begounov 82e · Podstrelov 83e · Ebong 88e | Rapport (FIFA) Rapport (UEFA) | 84e Batshuayi | Stade central, Kazan ( Russie) Spectateurs : 0 Arbitrage : Paweł Raczkowski Arbitre vidéo : Paweł Gil | Stade central, Kazan ( Russie) Spectateurs : 0 Arbitrage : Paweł Raczkowski Arbitre vidéo : Paweł Gil |

| 7e match                       | Belgique                                   | 3 - 1                         | Estonie   | | |
| 13 novembre 2021 20h45 (UTC+2) | Benteke 11e · Carrasco 53e · T. Hazard 74e | (1 - 0)                       | 70e Sorga | Stade Roi Baudouin, Bruxelles Spectateurs : 29 865 Arbitrage : Halil Umut Meler Arbitre vidéo : Mete Kalkavan | Stade Roi Baudouin, Bruxelles Spectateurs : 29 865 Arbitrage : Halil Umut Meler Arbitre vidéo : Mete Kalkavan |
| 13 novembre 2021 20h45 (UTC+2) |                                            | Rapport (FIFA) Rapport (UEFA) | 14e Mets  | Stade Roi Baudouin, Bruxelles Spectateurs : 29 865 Arbitrage : Halil Umut Meler Arbitre vidéo : Mete Kalkavan | Stade Roi Baudouin, Bruxelles Spectateurs : 29 865 Arbitrage : Halil Umut Meler Arbitre vidéo : Mete Kalkavan |

| 8e match                       | Pays de Galles          | 1 - 1                         | Belgique                                          |                                                                                          |                                                                                          |
| 16 novembre 2021 19h45 (UTC±0) | Moore 32e               | (1 - 1)                       | 12e De Bruyne                                     | Cardiff City Stadium, Cardiff Arbitrage : Artur Soares Dias Arbitre vidéo : Luis Godinho | Cardiff City Stadium, Cardiff Arbitrage : Artur Soares Dias Arbitre vidéo : Luis Godinho |
| 16 novembre 2021 19h45 (UTC±0) | Morrell 34e · Moore 80e | Rapport (FIFA) Rapport (UEFA) | 71e T. Hazard · 75e Saelemaekers · 82e Dendoncker | Cardiff City Stadium, Cardiff Arbitrage : Artur Soares Dias Arbitre vidéo : Luis Godinho | Cardiff City Stadium, Cardiff Arbitrage : Artur Soares Dias Arbitre vidéo : Luis Godinho |

## Préparation

### Matchs de préparation à la Coupe du monde
Liste détaillée des matches de la Belgique, depuis sa qualification à la Coupe du monde :

#### Match amicaux
| 1er match                  | République d'Irlande          | 2 - 2   | Belgique                    |                                                                   |                                                                   |
| 26 mars 2022 17h00 (UTC±0) | Ogbene 35e · Browne 85e       | (1 – 1) | 12e Batshuayi · 58e Vanaken | Aviva Stadium, Dublin Spectateurs : 48 808 Arbitrage : Nick Walsh | Aviva Stadium, Dublin Spectateurs : 48 808 Arbitrage : Nick Walsh |
| 26 mars 2022 17h00 (UTC±0) | Rapport (UEFA) Rapport (RBFA) |         |                             | Aviva Stadium, Dublin Spectateurs : 48 808 Arbitrage : Nick Walsh | Aviva Stadium, Dublin Spectateurs : 48 808 Arbitrage : Nick Walsh |

| 2e match                   | Belgique                                 | 3 - 0   | Burkina Faso |                                                                       |                                                                       |
| 29 mars 2022 20h45 (UTC+2) | Vanaken 16e · Trossard 18e · Benteke 75e | (2 - 0) |              | Lotto Park, Anderlecht Spectateurs : 15 000 Arbitrage : Dennis Higler | Lotto Park, Anderlecht Spectateurs : 15 000 Arbitrage : Dennis Higler |
| 29 mars 2022 20h45 (UTC+2) | Rapport (UEFA) Rapport (RBFA)            |         |              | Lotto Park, Anderlecht Spectateurs : 15 000 Arbitrage : Dennis Higler | Lotto Park, Anderlecht Spectateurs : 15 000 Arbitrage : Dennis Higler |

| 3e match                 | Belgique   | 1 - 2   | Égypte                      |                                                     |                                                     |
| 18 novembre 2022 (UTC+2) | Openda 76e | (0 - 1) | 33e Mohamed · 46e Trézéguet | Stade Jaber Al-Ahmad, Koweït Arbitrage : Ali Shaban | Stade Jaber Al-Ahmad, Koweït Arbitrage : Ali Shaban |
| 18 novembre 2022 (UTC+2) | Rapport    |         |                             | Stade Jaber Al-Ahmad, Koweït Arbitrage : Ali Shaban | Stade Jaber Al-Ahmad, Koweït Arbitrage : Ali Shaban |

#### Ligue des Nations
| 1er match                 | Belgique        | 1 - 4   | Pays-Bas                                    | | |
| 3 juin 2022 20h45 (UTC+2) | Batshuayi 90+3e | (0 - 1) | 40e Bergwijn · 51e 65e Depay · 61e Dumfries | Stade Roi Baudouin, Bruxelles Spectateurs : 38 327 Arbitrage : José María Sánchez Arbitre vidéo : Alejandro Hernández Hernández | Stade Roi Baudouin, Bruxelles Spectateurs : 38 327 Arbitrage : José María Sánchez Arbitre vidéo : Alejandro Hernández Hernández |
| 3 juin 2022 20h45 (UTC+2) | Mertens 47e     | Rapport | 89e van Dijk                                | Stade Roi Baudouin, Bruxelles Spectateurs : 38 327 Arbitrage : José María Sánchez Arbitre vidéo : Alejandro Hernández Hernández | Stade Roi Baudouin, Bruxelles Spectateurs : 38 327 Arbitrage : José María Sánchez Arbitre vidéo : Alejandro Hernández Hernández |

| 2e match                  | Belgique                                                                      | 6 - 1   | Pologne         | | |
| 8 juin 2022 20h45 (UTC+2) | Witsel 42e · De Bruyne 59e · Trossard 73e 80e · Dendoncker 83e · Openda 90+3e | (1 - 1) | 28e Lewandowski | Stade Roi Baudouin, Bruxelles Spectateurs : 27 409 Arbitrage : Ivan Kružliak Arbitre vidéo : Bastian Dankert | Stade Roi Baudouin, Bruxelles Spectateurs : 27 409 Arbitrage : Ivan Kružliak Arbitre vidéo : Bastian Dankert |
| 8 juin 2022 20h45 (UTC+2) | Witsel 36e                                                                    | Rapport | 14e Krychowiak  | Stade Roi Baudouin, Bruxelles Spectateurs : 27 409 Arbitrage : Ivan Kružliak Arbitre vidéo : Bastian Dankert | Stade Roi Baudouin, Bruxelles Spectateurs : 27 409 Arbitrage : Ivan Kružliak Arbitre vidéo : Bastian Dankert |

| 3e match                   | Pays de Galles                    | 1 - 1   | Belgique                    | | |
| 11 juin 2022 19h45 (UTC+1) | Johnson 86e                       | (0 - 0) | 51e Tielemans               | Cardiff City Stadium, Cardiff Spectateurs : 27 188 Arbitrage : Benoît Bastien Arbitre vidéo : Benoît Millot | Cardiff City Stadium, Cardiff Spectateurs : 27 188 Arbitrage : Benoît Bastien Arbitre vidéo : Benoît Millot |
| 11 juin 2022 19h45 (UTC+1) | Rodon 55e · Norrington-Davies 68e | Rapport | 45+1e Carrasco · 61e Theate | Cardiff City Stadium, Cardiff Spectateurs : 27 188 Arbitrage : Benoît Bastien Arbitre vidéo : Benoît Millot | Cardiff City Stadium, Cardiff Spectateurs : 27 188 Arbitrage : Benoît Bastien Arbitre vidéo : Benoît Millot |

| 4e match                   | Pologne       | 0 - 1   | Belgique      | | |
| 14 juin 2022 20h45 (UTC+2) |               | (0 - 1) | 16e Batshuayi | Stade national de Varsovie, Varsovie Spectateurs : 56 803 Arbitrage : Irfan Peljto Arbitre vidéo : Paolo Valeri | Stade national de Varsovie, Varsovie Spectateurs : 56 803 Arbitrage : Irfan Peljto Arbitre vidéo : Paolo Valeri |
| 14 juin 2022 20h45 (UTC+2) | Zurkowski 47e | Rapport |               | Stade national de Varsovie, Varsovie Spectateurs : 56 803 Arbitrage : Irfan Peljto Arbitre vidéo : Paolo Valeri | Stade national de Varsovie, Varsovie Spectateurs : 56 803 Arbitrage : Irfan Peljto Arbitre vidéo : Paolo Valeri |

| 5e match                        | Belgique                      | 2 - 1   | Pays de Galles | | |
| 22 septembre 2022 20h45 (UTC+2) | De Bruyne 10e · Batshuayi 37e | (2 – 0) | Moore 50e      | Stade Roi Baudouin Bruxelles, Belgique Spectateurs : 28 463 Arbitrage : Ali Palabıyık (en) Arbitre vidéo : Hüseyin Göçek (tr) | Stade Roi Baudouin Bruxelles, Belgique Spectateurs : 28 463 Arbitrage : Ali Palabıyık (en) Arbitre vidéo : Hüseyin Göçek (tr) |
| 22 septembre 2022 20h45 (UTC+2) | Rapport (UEFA) Rapport (RBFA) |         |                | Stade Roi Baudouin Bruxelles, Belgique Spectateurs : 28 463 Arbitrage : Ali Palabıyık (en) Arbitre vidéo : Hüseyin Göçek (tr) | Stade Roi Baudouin Bruxelles, Belgique Spectateurs : 28 463 Arbitrage : Ali Palabıyık (en) Arbitre vidéo : Hüseyin Göçek (tr) |

| 6e match                        | Pays-Bas                      | 1 - 0   | Belgique | | |
| 25 septembre 2022 20h45 (UTC+2) | van Dijk 73e                  | (0 – 0) |          | Johan Cruyff Arena Amsterdam, Pays-Bas Spectateurs : 52 314 Arbitrage : Anthony Taylor Arbitre vidéo : Stuart Attwell | Johan Cruyff Arena Amsterdam, Pays-Bas Spectateurs : 52 314 Arbitrage : Anthony Taylor Arbitre vidéo : Stuart Attwell |
| 25 septembre 2022 20h45 (UTC+2) | Rapport (UEFA) Rapport (RBFA) |         |          | Johan Cruyff Arena Amsterdam, Pays-Bas Spectateurs : 52 314 Arbitrage : Anthony Taylor Arbitre vidéo : Stuart Attwell | Johan Cruyff Arena Amsterdam, Pays-Bas Spectateurs : 52 314 Arbitrage : Anthony Taylor Arbitre vidéo : Stuart Attwell |

## Effectif
La liste de joueurs sélectionnés est dévoilée le jeudi 10 novembre 2022 par Roberto Martínez,. Il dévoile également la liste des réservistes, composée de Jason Denayer, Bryan Heynen, Dodi Lukebakio et Alexis Saelemaekers,.
| Numéro / Nom       | Numéro / Nom         | Club                   | Date de naissance et âge*  | J.              | Buts            |                 |                 |                 |
| Gardiens de but    | Gardiens de but      | Gardiens de but        | Gardiens de but            | Gardiens de but | Gardiens de but | Gardiens de but | Gardiens de but | Gardiens de but |
| ------------------ | -------------------- | ---------------------- | -------------------------- | --------------- | --------------- | --------------- | --------------- | --------------- |
| 01                 | Thibaut Courtois     | Real Madrid            | 11 mai 1992 (30 ans)       | 0               | 0               | 0               | 0               | 0               |
| 12                 | Simon Mignolet       | Club Bruges            | 6 mars 1988 (34 ans)       | 0               | 0               | 0               | 0               | 0               |
| 13                 | Koen Casteels        | VfL Wolfsburg          | 25 juin 1992 (30 ans)      | 0               | 0               | 0               | 0               | 0               |
| Défenseurs         |                      |                        |                            |                 |                 |                 |                 |                 |
| 02                 | Toby Alderweireld    | Royal Antwerp FC       | 2 mars 1989 (33 ans)       | 0               | 0               | 0               | 0               | 0               |
| 03                 | Arthur Theate        | Stade rennais FC       | 25 mai 2000 (22 ans)       | 0               | 0               | 0               | 0               | 0               |
| 04                 | Wout Faes            | Leicester City         | 3 avril 1998 (24 ans)      | 0               | 0               | 0               | 0               | 0               |
| 05                 | Jan Vertonghen       | RSC Anderlecht         | 24 avril 1987 (35 ans)     | 0               | 0               | 0               | 0               | 0               |
| 19                 | Leander Dendoncker   | Aston Villa            | 15 avril 1995 (27 ans)     | 0               | 0               | 0               | 0               | 0               |
| 26                 | Zeno Debast          | RSC Anderlecht         | 24 octobre 2003 (19 ans)   | 0               | 0               | 0               | 0               | 0               |
| Milieux de terrain |                      |                        |                            |                 |                 |                 |                 |                 |
| 06                 | Axel Witsel          | Atlético de Madrid     | 12 janvier 1989 (33 ans)   | 0               | 0               | 0               | 0               | 0               |
| 07                 | Kevin De Bruyne      | Manchester City        | 28 juin 1991 (31 ans)      | 0               | 0               | 0               | 0               | 0               |
| 08                 | Youri Tielemans      | Leicester City         | 7 mai 1997 (25 ans)        | 0               | 0               | 0               | 0               | 0               |
| 15                 | Thomas Meunier       | Borussia Dortmund      | 12 septembre 1991 (31 ans) | 0               | 0               | 0               | 0               | 0               |
| 16                 | Thorgan Hazard       | Borussia Dortmund      | 29 mars 1993 (29 ans)      | 0               | 0               | 0               | 0               | 0               |
| 18                 | Amadou Onana         | Everton FC             | 16 août 2001 (21 ans)      | 0               | 0               | 0               | 0               | 0               |
| 20                 | Hans Vanaken         | Club Bruges            | 24 août 1992 (30 ans)      | 0               | 0               | 0               | 0               | 0               |
| 21                 | Timothy Castagne     | Leicester City         | 6 décembre 1995 (26 ans)   | 0               | 0               | 0               | 0               | 0               |
| Attaquants         |                      |                        |                            |                 |                 |                 |                 |                 |
| 09                 | Romelu Lukaku        | Inter Milan            | 13 mai 1993 (29 ans)       | 0               | 0               | 0               | 0               | 0               |
| 10                 | Eden Hazard          | Real Madrid            | 7 janvier 1991 (31 ans)    | 0               | 0               | 0               | 0               | 0               |
| 11                 | Yannick Carrasco     | Atlético de Madrid     | 4 septembre 1993 (29 ans)  | 0               | 0               | 0               | 0               | 0               |
| 14                 | Dries Mertens        | Galatasaray SK         | 6 mai 1987 (35 ans)        | 0               | 0               | 0               | 0               | 0               |
| 17                 | Leandro Trossard     | Brighton & Hove Albion | 4 décembre 1994 (27 ans)   | 0               | 0               | 0               | 0               | 0               |
| 22                 | Charles De Ketelaere | AC Milan               | 10 mars 2001 (21 ans)      | 0               | 0               | 0               | 0               | 0               |
| 23                 | Michy Batshuayi      | Fenerbahçe SK          | 2 octobre 1993 (29 ans)    | 0               | 0               | 0               | 0               | 0               |
| 24                 | Loïs Openda          | RC Lens                | 16 février 2000 (22 ans)   | 0               | 0               | 0               | 0               | 0               |
| 25                 | Jérémy Doku          | Stade rennais FC       | 27 mai 2002 (20 ans)       | 0               | 0               | 0               | 0               | 0               |
| Sélectionneur      |                      |                        |                            |                 |                 |                 |                 |                 |
|                    | Roberto Martínez     |                        | 13 juillet 1973 (49 ans)   |                 |                 |                 |                 |                 |

* NB : Les âges sont calculés au début de la Coupe du monde 2022, le 20 novembre 2022.

## Phase finale

### Format et tirage au sort
Le tirage au sort de la phase finale de la Coupe du monde est effectué le 1er avril 2022, au centre d'exposition et de congrès de Doha,. C’est le classement de mars qui est pris en compte, la sélection se classe 2e du classement de la FIFA et la Belgique est placée dans le premier chapeau,. Il hérite ainsi de la Croatie (chapeau 2, 16e au classement FIFA), du Maroc (chapeau 3, 24e) et du Canada (chapeau 4, 38e), tous placés dans le groupe F. 
Les différents sélectionneurs réagissent à ce tirage au sort. Selon le sélectionneur des Rouges John Herdman, « ce groupe est génial. On voulait ce genre de matchs. Quand on se présente à la Coupe du monde, il n’y a pas de match facile » et « on ne sera pas naïfs, mais on n'aura pas peur ». Pour le sélectionneur de la Belgique, Roberto Martínez, c’est « un tirage difficile, mais ce sont des matchs fantastiques à attendre »,. Pour le sélectionneur croate Zlatko Dalić, « ce n’est pas un groupe simple pour nous. Nous connaissons notre objectif, sortir du groupe et battre la Belgique. Mais nous devons faire attention au Canada et au Maroc »,. Pour finir, selon le sélectionneur du Maroc Vahid Halilhodžić, « c’est un tirage très difficile avec les vice-champions du monde, la meilleure équipe d’Amérique du Nord et une grosse équipe comme la Belgique »,,.
Selon l'international belge Toby Alderweireld, « ce ne sont pas des adversaires à sous-estimer. En dehors de la Croatie, ce ne sont pas des adversaires que nous connaissons beaucoup »,. Et son coéquipier Thomas Meunier a dit que « le groupe n’est pas insurmontable, mais c’est loin d’être un groupe facile »,,. « C'est un groupe difficile. Avec des équipes comme la Belgique, la Croatie et le Maroc, c'est quelque chose », a souligné le Montréalais Samuel Piette.

### Premier tour - Groupe F
|   | Équipe   | Pts | J | G | N | P | Bp | Bc | Diff |
| 1 | Maroc    | 7   | 3 | 2 | 1 | 0 | 4  | 1  | +3   |
| 2 | Croatie  | 5   | 3 | 1 | 2 | 0 | 4  | 1  | +3   |
| 3 | Belgique | 4   | 3 | 1 | 1 | 1 | 1  | 2  | -1   |
| 4 | Canada   | 0   | 3 | 0 | 0 | 3 | 2  | 7  | -5   |

| 12 | 23 novembre 2022  | Maroc    | 0 - 0 | Croatie  |
| 9  | 23 novembre 2022  | Belgique | 1 - 0 | Canada   |
| 26 | 27 novembre 2022  | Belgique | 0 - 2 | Maroc    |
| 27 | 27 novembre 2022  | Croatie  | 4 - 1 | Canada   |
| 41 | 1er décembre 2022 | Croatie  | 0 - 0 | Belgique |
| 42 | 1er décembre 2022 | Canada   | 1 - 2 | Maroc    |

#### Belgique - Canada
| Match 9                                                      | Belgique                      | 1 - 0   | Canada | Stade Ahmad-ben-Ali, Al Rayyan                                           |                                                                          |
| 23 novembre 2022 · 22:00 (UTC+3) · Historique des rencontres | ( Alderweireld) Batshuayi 44e | (1 - 0) |        | Spectateurs : 40 432 Arbitrage : Janny Sikazwe Arbitre vidéo : Juan Soto | Spectateurs : 40 432 Arbitrage : Janny Sikazwe Arbitre vidéo : Juan Soto |
| 23 novembre 2022 · 22:00 (UTC+3) · Historique des rencontres | Rapport                       |         |        | Spectateurs : 40 432 Arbitrage : Janny Sikazwe Arbitre vidéo : Juan Soto | Spectateurs : 40 432 Arbitrage : Janny Sikazwe Arbitre vidéo : Juan Soto |

| Belgique | Canada |

| BELGIQUE :       |    |                    |     |     |
|                  |    |                    |     |     |
| Gardien de but   | 01 | Thibaut Courtois   |     |     |
|                  | 05 | Jan Vertonghen     |     |     |
|                  | 02 | Toby Alderweireld  |     |     |
|                  | 19 | Leander Dendoncker |     |     |
|                  | 11 | Yannick Carrasco   | 9e  | 46e |
|                  | 06 | Axel Witsel        |     |     |
|                  | 07 | Kevin De Bruyne    |     |     |
|                  | 21 | Timothy Castagne   |     |     |
|                  | 10 | Eden Hazard        |     | 62e |
|                  | 23 | Michy Batshuayi    |     | 78e |
|                  | 08 | Youri Tielemans    |     | 46e |
| Remplaçants :    |    |                    |     |     |
|                  | 18 | Amadou Onana       | 56e | 46e |
|                  | 15 | Thomas Meunier     | 53e | 46e |
|                  | 17 | Leandro Trossard   |     | 62e |
|                  | 24 | Loïs Openda        |     | 78e |
| Sélectionneur :  |    |                    |     |     |
| Roberto Martínez |    |                    |     |     |

| CANADA :        |    |                   |     |     |
|                 |    |                   |     |     |
| Gardien de but  | 18 | Milan Borjan      |     |     |
|                 | 04 | Kamal Miller      |     |     |
|                 | 05 | Steven Vitória    |     |     |
|                 | 02 | Alistair Johnston | 83e |     |
|                 | 22 | Richie Laryea     |     | 74e |
|                 | 07 | Stephen Eustáquio |     | 81e |
|                 | 13 | Atiba Hutchinson  |     | 58e |
|                 | 10 | Junior Hoilett    |     | 58e |
|                 | 19 | Alphonso Davies   | 81e |     |
|                 | 20 | Jonathan David    |     |     |
|                 | 11 | Tajon Buchanan    |     | 81e |
| Remplaçants :   |    |                   |     |     |
|                 | 17 | Cyle Larin        |     | 58e |
|                 | 15 | Ismaël Koné       |     | 58e |
|                 | 03 | Sam Adekugbe      |     | 74e |
|                 | 23 | Liam Millar       |     | 81e |
|                 | 21 | Jonathan Osorio   |     | 81e |
| Sélectionneur : |    |                   |     |     |
| John Herdman    |    |                   |     |     |

| Assistants : Jerson dos Santos Arsénio Marrengula Quatrième arbitre : Yoshimi Yamashita Assistants arbitre vidéo : Nicolás Gallo Mokrane Gourari Massimiliano Irrati Homme du Match : Kevin De Bruyne |

#### Belgique - Maroc
| Match 26                                                     | Belgique | 0 - 2   | Maroc                                  | Stade Al-Thumama, Doha                                                                |                                                                                       |
| 27 novembre 2022 · 16:00 (UTC+3) · Historique des rencontres |          | (0 - 0) | 73e Sabiri · 90+2e Aboukhlal (Ziyech ) | Spectateurs : 43 738 Arbitrage : César Arturo Ramos Arbitre vidéo : Fernando Guerrero | Spectateurs : 43 738 Arbitrage : César Arturo Ramos Arbitre vidéo : Fernando Guerrero |
| 27 novembre 2022 · 16:00 (UTC+3) · Historique des rencontres | Rapport  |         |                                        | Spectateurs : 43 738 Arbitrage : César Arturo Ramos Arbitre vidéo : Fernando Guerrero | Spectateurs : 43 738 Arbitrage : César Arturo Ramos Arbitre vidéo : Fernando Guerrero |

| Belgique | Maroc |

| BELGIQUE :       |    |                      |     |     |
|                  |    |                      |     |     |
| Gardien de but   | 01 | Thibaut Courtois     |     |     |
|                  | 05 | Jan Vertonghen       |     |     |
|                  | 02 | Toby Alderweireld    |     |     |
|                  | 15 | Thomas Meunier       |     | 81e |
|                  | 16 | Thorgan Hazard       |     | 75e |
|                  | 10 | Eden Hazard          |     | 60e |
|                  | 06 | Axel Witsel          |     |     |
|                  | 18 | Amadou Onana         | 29e | 60e |
|                  | 21 | Timothy Castagne     |     |     |
|                  | 07 | Kevin De Bruyne      |     |     |
|                  | 23 | Michy Batshuayi      |     | 75e |
| Remplaçants :    |    |                      |     |     |
|                  | 08 | Youri Tielemans      |     | 60e |
|                  | 14 | Dries Mertens        |     | 60e |
|                  | 22 | Charles De Ketelaere |     | 75e |
|                  | 17 | Leandro Trossard     |     | 75e |
|                  | 09 | Romelu Lukaku        |     | 81e |
| Sélectionneur :  |    |                      |     |     |
| Roberto Martínez |    |                      |     |     |

| MAROC :         |    |                        |       |     |
|                 |    |                        |       |     |
| Gardien de but  | 12 | Munir El Kajoui        |       |     |
|                 | 03 | Noussair Mazraoui      |       |     |
|                 | 06 | Romain Saïss           |       |     |
|                 | 05 | Nayef Aguerd           |       |     |
|                 | 02 | Achraf Hakimi          |       | 68e |
|                 | 04 | Sofyan Amrabat         |       |     |
|                 | 15 | Selim Amallah          |       | 68e |
|                 | 08 | Azzedine Ounahi        |       | 78e |
|                 | 17 | Sofiane Boufal         |       | 73e |
|                 | 19 | Youssef En-Nesyri      |       | 73e |
|                 | 07 | Hakim Ziyech           |       |     |
| Remplaçants :   |    |                        |       |     |
|                 | 11 | Abdelhamid Sabiri      | 90+5e | 68e |
|                 | 25 | Yahya Attiatallah      |       | 68e |
|                 | 14 | Zakaria Aboukhlal      |       | 73e |
|                 | 09 | Abderrazak Hamed-Allah |       | 73e |
|                 | 18 | Jawad El Yamiq         |       | 78e |
| Sélectionneur : |    |                        |       |     |
| Walid Regragui  |    |                        |       |     |

| Assistants : Alberto Morín Miguel Hernández Quatrième arbitre : Yoshimi Yamashita Assistants arbitre vidéo : Nicolás Gallo Kathryn Nesbitt Armando Villarreal Homme du Match : Hakim Ziyech |

#### Croatie - Belgique
| Match 41                                                      | Croatie | 0 - 0   | Belgique | Stade Ahmad-ben-Ali, Al Rayyan                                              |                                                                             |
| 1er décembre 2022 · 18:00 (UTC+3) · Historique des rencontres |         | (0 - 0) |          | Spectateurs : 43 984 Arbitrage : Anthony Taylor Arbitre vidéo : Marco Fritz | Spectateurs : 43 984 Arbitrage : Anthony Taylor Arbitre vidéo : Marco Fritz |
| 1er décembre 2022 · 18:00 (UTC+3) · Historique des rencontres | Rapport |         |          | Spectateurs : 43 984 Arbitrage : Anthony Taylor Arbitre vidéo : Marco Fritz | Spectateurs : 43 984 Arbitrage : Anthony Taylor Arbitre vidéo : Marco Fritz |

| Croatie | Belgique |

| CROATIE :       |    |                   |  |       |
|                 |    |                   |  |       |
| Gardien de but  | 01 | Dominik Livaković |  |       |
|                 | 19 | Borna Sosa        |  |       |
|                 | 20 | Joško Gvardiol    |  |       |
|                 | 06 | Dejan Lovren      |  |       |
|                 | 22 | Josip Juranović   |  |       |
|                 | 11 | Marcelo Brozović  |  |       |
|                 | 08 | Mateo Kovačić     |  | 90+2e |
|                 | 10 | Luka Modrić       |  |       |
|                 | 04 | Ivan Perišić      |  |       |
|                 | 14 | Marko Livaja      |  | 64e   |
|                 | 09 | Andrej Kramarić   |  | 64e   |
| Remplaçants :   |    |                   |  |       |
|                 | 16 | Bruno Petković    |  | 64e   |
|                 | 15 | Mario Pašalić     |  | 64e   |
|                 | 07 | Lovro Majer       |  | 90+2e |
| Sélectionneur : |    |                   |  |       |
| Zlatko Dalić    |    |                   |  |       |

| BELGIQUE :       |    |                    |     |     |
|                  |    |                    |     |     |
| Gardien de but   | 01 | Thibaut Courtois   |     |     |
|                  | 05 | Jan Vertonghen     |     |     |
|                  | 02 | Toby Alderweireld  |     |     |
|                  | 19 | Leander Dendoncker | 67e | 72e |
|                  | 21 | Timothy Castagne   |     |     |
|                  | 07 | Kevin De Bruyne    |     |     |
|                  | 06 | Axel Witsel        |     |     |
|                  | 15 | Thomas Meunier     |     | 87e |
|                  | 11 | Yannick Carrasco   |     | 72e |
|                  | 14 | Dries Mertens      |     | 46e |
|                  | 17 | Leandro Trossard   |     | 59e |
| Remplaçants :    |    |                    |     |     |
|                  | 09 | Romelu Lukaku      |     | 46e |
|                  | 16 | Thorgan Hazard     |     | 59e |
|                  | 25 | Jérémy Doku        |     | 72e |
|                  | 08 | Youri Tielemans    |     | 72e |
|                  | 10 | Eden Hazard        |     | 87e |
| Sélectionneur :  |    |                    |     |     |
| Roberto Martínez |    |                    |     |     |

| Assistants : Gary Beswick Adam Nunn Quatrième arbitre : István Kovács Assistants arbitre vidéo : Tomasz Kwiatkowski Rafael Foltyn Benoît Millot Homme du Match : Luka Modrić |

## Statistiques

### Temps de jeu
| Joueur               | |    |    | TT | But inscrit | Passe décisive | MJ | MT | Légende |
| -------------------- | --- | -- | -- | -- | ----------- | -------------- | -- | -- | ------- |
| Gardiens             | Abréviations et symboles : · TT : Total de minutes jouées · MJ : Nombre de matchs joués · MT : Matchs joués en tant que titulaire · : but · : passe décisive · : joueur entré · : joueur remplacé · : capitaine · : carton jaune · : carton rouge · |    |    |    |             |                |    |    |         |
| Koen Casteels        | Abréviations et symboles : · TT : Total de minutes jouées · MJ : Nombre de matchs joués · MT : Matchs joués en tant que titulaire · : but · : passe décisive · : joueur entré · : joueur remplacé · : capitaine · : carton jaune · : carton rouge · | -  | -  | -  | -           | -              | -  | -  | -       |
| Thibaut Courtois     | Abréviations et symboles : · TT : Total de minutes jouées · MJ : Nombre de matchs joués · MT : Matchs joués en tant que titulaire · : but · : passe décisive · : joueur entré · : joueur remplacé · : capitaine · : carton jaune · : carton rouge · | 90 | 90 | 90 | 270         | -              | -  | 3  | 3       |
| Simon Mignolet       | Abréviations et symboles : · TT : Total de minutes jouées · MJ : Nombre de matchs joués · MT : Matchs joués en tant que titulaire · : but · : passe décisive · : joueur entré · : joueur remplacé · : capitaine · : carton jaune · : carton rouge · | -  | -  | -  | -           | -              | -  | -  | -       |
| Défenseurs           | Abréviations et symboles : · TT : Total de minutes jouées · MJ : Nombre de matchs joués · MT : Matchs joués en tant que titulaire · : but · : passe décisive · : joueur entré · : joueur remplacé · : capitaine · : carton jaune · : carton rouge · |    |    |    |             |                |    |    |         |
| Toby Alderweireld    | Abréviations et symboles : · TT : Total de minutes jouées · MJ : Nombre de matchs joués · MT : Matchs joués en tant que titulaire · : but · : passe décisive · : joueur entré · : joueur remplacé · : capitaine · : carton jaune · : carton rouge · | 90 | 90 | 90 | 270         | -              | 1  | 3  | 3       |
| Zeno Debast          | Abréviations et symboles : · TT : Total de minutes jouées · MJ : Nombre de matchs joués · MT : Matchs joués en tant que titulaire · : but · : passe décisive · : joueur entré · : joueur remplacé · : capitaine · : carton jaune · : carton rouge · | -  | -  | -  | -           | -              | -  | -  | -       |
| Leander Dendoncker   | Abréviations et symboles : · TT : Total de minutes jouées · MJ : Nombre de matchs joués · MT : Matchs joués en tant que titulaire · : but · : passe décisive · : joueur entré · : joueur remplacé · : capitaine · : carton jaune · : carton rouge · | 90 | -  | 72 | 162         | -              | -  | 2  | 2       |
| Wout Faes            | Abréviations et symboles : · TT : Total de minutes jouées · MJ : Nombre de matchs joués · MT : Matchs joués en tant que titulaire · : but · : passe décisive · : joueur entré · : joueur remplacé · : capitaine · : carton jaune · : carton rouge · | -  | -  | -  | -           | -              | -  | -  | -       |
| Arthur Theate        | Abréviations et symboles : · TT : Total de minutes jouées · MJ : Nombre de matchs joués · MT : Matchs joués en tant que titulaire · : but · : passe décisive · : joueur entré · : joueur remplacé · : capitaine · : carton jaune · : carton rouge · | -  | -  | -  | -           | -              | -  | -  | -       |
| Jan Vertonghen       | Abréviations et symboles : · TT : Total de minutes jouées · MJ : Nombre de matchs joués · MT : Matchs joués en tant que titulaire · : but · : passe décisive · : joueur entré · : joueur remplacé · : capitaine · : carton jaune · : carton rouge · | 90 | 90 | 90 | 270         | -              | -  | 3  | 3       |
| Milieux              | Abréviations et symboles : · TT : Total de minutes jouées · MJ : Nombre de matchs joués · MT : Matchs joués en tant que titulaire · : but · : passe décisive · : joueur entré · : joueur remplacé · : capitaine · : carton jaune · : carton rouge · |    |    |    |             |                |    |    |         |
| Timothy Castagne     | Abréviations et symboles : · TT : Total de minutes jouées · MJ : Nombre de matchs joués · MT : Matchs joués en tant que titulaire · : but · : passe décisive · : joueur entré · : joueur remplacé · : capitaine · : carton jaune · : carton rouge · | 90 | 90 | 90 | 270         | -              | -  | 3  | 3       |
| Kevin De Bruyne      | Abréviations et symboles : · TT : Total de minutes jouées · MJ : Nombre de matchs joués · MT : Matchs joués en tant que titulaire · : but · : passe décisive · : joueur entré · : joueur remplacé · : capitaine · : carton jaune · : carton rouge · | 90 | 90 | 90 | 270         | -              | -  | 3  | 3       |
| Thorgan Hazard       | Abréviations et symboles : · TT : Total de minutes jouées · MJ : Nombre de matchs joués · MT : Matchs joués en tant que titulaire · : but · : passe décisive · : joueur entré · : joueur remplacé · : capitaine · : carton jaune · : carton rouge · | -  | 75 | 31 | 106         | -              | -  | 2  | 1       |
| Thomas Meunier       | Abréviations et symboles : · TT : Total de minutes jouées · MJ : Nombre de matchs joués · MT : Matchs joués en tant que titulaire · : but · : passe décisive · : joueur entré · : joueur remplacé · : capitaine · : carton jaune · : carton rouge · | 44 | 81 | 87 | 212         | -              | -  | 3  | 2       |
| Amadou Onana         | Abréviations et symboles : · TT : Total de minutes jouées · MJ : Nombre de matchs joués · MT : Matchs joués en tant que titulaire · : but · : passe décisive · : joueur entré · : joueur remplacé · : capitaine · : carton jaune · : carton rouge · | 44 | 60 | -  | 104         | -              | -  | 2  | 1       |
| Youri Tielemans      | Abréviations et symboles : · TT : Total de minutes jouées · MJ : Nombre de matchs joués · MT : Matchs joués en tant que titulaire · : but · : passe décisive · : joueur entré · : joueur remplacé · : capitaine · : carton jaune · : carton rouge · | 46 | 30 | 18 | 94          | -              | -  | 3  | 1       |
| Hans Vanaken         | Abréviations et symboles : · TT : Total de minutes jouées · MJ : Nombre de matchs joués · MT : Matchs joués en tant que titulaire · : but · : passe décisive · : joueur entré · : joueur remplacé · : capitaine · : carton jaune · : carton rouge · | -  | -  | -  | -           | -              | -  | -  | -       |
| Axel Witsel          | Abréviations et symboles : · TT : Total de minutes jouées · MJ : Nombre de matchs joués · MT : Matchs joués en tant que titulaire · : but · : passe décisive · : joueur entré · : joueur remplacé · : capitaine · : carton jaune · : carton rouge · | 90 | 90 | 90 | 270         | -              | -  | 3  | 3       |
| Attaquants           | Abréviations et symboles : · TT : Total de minutes jouées · MJ : Nombre de matchs joués · MT : Matchs joués en tant que titulaire · : but · : passe décisive · : joueur entré · : joueur remplacé · : capitaine · : carton jaune · : carton rouge · |    |    |    |             |                |    |    |         |
| Michy Batshuayi      | Abréviations et symboles : · TT : Total de minutes jouées · MJ : Nombre de matchs joués · MT : Matchs joués en tant que titulaire · : but · : passe décisive · : joueur entré · : joueur remplacé · : capitaine · : carton jaune · : carton rouge · | 78 | 75 | -  | 153         | 1              | -  | 2  | 2       |
| Yannick Carrasco     | Abréviations et symboles : · TT : Total de minutes jouées · MJ : Nombre de matchs joués · MT : Matchs joués en tant que titulaire · : but · : passe décisive · : joueur entré · : joueur remplacé · : capitaine · : carton jaune · : carton rouge · | 46 | -  | 72 | 118         | -              | -  | 2  | 2       |
| Charles De Ketelaere | Abréviations et symboles : · TT : Total de minutes jouées · MJ : Nombre de matchs joués · MT : Matchs joués en tant que titulaire · : but · : passe décisive · : joueur entré · : joueur remplacé · : capitaine · : carton jaune · : carton rouge · | -  | 15 | -  | 15          | -              | -  | 1  | 0       |
| Jérémy Doku          | Abréviations et symboles : · TT : Total de minutes jouées · MJ : Nombre de matchs joués · MT : Matchs joués en tant que titulaire · : but · : passe décisive · : joueur entré · : joueur remplacé · : capitaine · : carton jaune · : carton rouge · | -  | -  | 18 | 18          | -              | -  | 1  | 0       |
| Eden Hazard          | Abréviations et symboles : · TT : Total de minutes jouées · MJ : Nombre de matchs joués · MT : Matchs joués en tant que titulaire · : but · : passe décisive · : joueur entré · : joueur remplacé · : capitaine · : carton jaune · : carton rouge · | 62 | 60 | 3  | 125         | -              | -  | 3  | 2       |
| Romelu Lukaku        | Abréviations et symboles : · TT : Total de minutes jouées · MJ : Nombre de matchs joués · MT : Matchs joués en tant que titulaire · : but · : passe décisive · : joueur entré · : joueur remplacé · : capitaine · : carton jaune · : carton rouge · | -  | 9  | 44 | 53          | -              | -  | 2  | 1       |
| Dries Mertens        | Abréviations et symboles : · TT : Total de minutes jouées · MJ : Nombre de matchs joués · MT : Matchs joués en tant que titulaire · : but · : passe décisive · : joueur entré · : joueur remplacé · : capitaine · : carton jaune · : carton rouge · | -  | 30 | 46 | 76          | -              | -  | 2  | 1       |
| Loïs Openda          | Abréviations et symboles : · TT : Total de minutes jouées · MJ : Nombre de matchs joués · MT : Matchs joués en tant que titulaire · : but · : passe décisive · : joueur entré · : joueur remplacé · : capitaine · : carton jaune · : carton rouge · | 12 | -  | -  | 12          | -              | -  | 1  | 0       |
| Leandro Trossard     | Abréviations et symboles : · TT : Total de minutes jouées · MJ : Nombre de matchs joués · MT : Matchs joués en tant que titulaire · : but · : passe décisive · : joueur entré · : joueur remplacé · : capitaine · : carton jaune · : carton rouge · | 28 | 15 | 59 | 102         | -              | -  | 3  | 1       |
| Total                | Abréviations et symboles : · TT : Total de minutes jouées · MJ : Nombre de matchs joués · MT : Matchs joués en tant que titulaire · : but · : passe décisive · : joueur entré · : joueur remplacé · : capitaine · : carton jaune · : carton rouge · |    |    |    |             |                |    |    |         |
| Équipe de Belgique   | Abréviations et symboles : · TT : Total de minutes jouées · MJ : Nombre de matchs joués · MT : Matchs joués en tant que titulaire · : but · : passe décisive · : joueur entré · : joueur remplacé · : capitaine · : carton jaune · : carton rouge · | 90 | 90 | 90 | 270         | 1              | 1  | 3  | -       |

| Buts | Joueurs         | Adversaires |
| ---- | --------------- | ----------- |
| 1    | Michy Batshuayi | Canada      |

| Passes | Joueurs           | Adversaires |
| ------ | ----------------- | ----------- |
| 1      | Toby Alderweireld | Canada      |